# Tylosurus
Tylosurus là một chi cá trong họ Belonidae.

## Các loài
Hiện tại ghi nhận được các loài như sau:
- Tylosurus acus (Lacepède, 1803)
  - T. a. acus (Lacépède, 1803)
  - T. a. imperialis (Rafinesque, 1810)
  - T. a. melanotus (Bleeker, 1850): Cá nhói lưng đen[2]
  - T. a. rafale Collette & Parin, 1970
- Tylosurus choram (Rüppell, 1837)
- Tylosurus crocodilus (Péron & Lesueur, 1821)
  - T. c. crocodilus (Péron & Lesueur, 1821)
  - T. c. fodiator D. S. Jordan & C. H. Gilbert, 1882
- Tylosurus gavialoides (Castelnau, 1873)
- Tylosurus pacificus (Steindachner, 1876)
- Tylosurus punctulatus (Günther, 1872)